# Lepidium tayloriae
Lepidium tayloriae är en korsblommig växtart som beskrevs av Al-shehbaz. Lepidium tayloriae ingår i släktet krassingar, och familjen korsblommiga växter. Inga underarter finns listade i Catalogue of Life.